# موسي نامجو
موسى نامجو (بالفارسیة: سید موسی نامجو) (1938 م - 1981 م) ضابط عسكري سياسي إيراني، من الناشطين في الحراك الثوري ضد حكومة الشاه، وضعه الساواك من قائمة الأشخاص المطلوب إعدامهم، أصبح وزير الدفاع في حكومة الرئيس محمد علي رجائي ورئاسة وزراء محمد جواد باهنر، قتل مع عدد من مسؤولي الدولة والحرس الثوري الإسلامي وجيش الجمهورية الإسلامية الإيرانية في تحطم الطائرة المتوجهة من أهواز إلى طهران لأجل نقل جثث قتلى وجرحى عمليات تحرير مدينة آبادان من الجيش العراقي.

## نشأته
ولد موسى عام 1938 ميلادي في مدينة بندر أنزلي بمحافظة گیلان، انهى دراسته الابتدائية في مسقط رأسه، بعدها انتقلت عائلته للعيش في طهران، وهناك واصل دراسته المتوسطة والثانوية في مدرسة نظام، إلى أن أخذ دبلوم في علم الرياضيات، وبعد تخرجه دخل كلية الإمام علي العسكرية فرع رسم الخرائط، حيث أنهى دراسة هناك برتبة ملازم ثان.
كان نامجو يتقن اللغة الإنكليزية والفرنسية، لديه ثلاثة أطفال.

## الحياة السياسية
أصبح نامجو في زمن انتصار الثورة الإسلامية في إيران بقيادة روح الله الخميني، من أعضاء هيئة التدريس بكلية الإمام علي العسكرية، وبعد انتصارها تم ترقيته إلى قائد للكلية، وبعد مقتل مصطفى شمران عُين نائباً للخميني في مجلس الدفاع الأعلى، وفي الحكومة المؤقته لرئيس محمد علي رجائي، تم تنصيبه من قبل رئيس وزراء الحكومة آنذاك محمد جواد باهنر وزيراً لدفاع، حاز نامجو على وسام النصر الإيراني

## مقتله
قتل موسى نامجو سنة 1981 ميلادي، مع عدد من قادة جيش الجمهورية الإيرانية والحرس الثوري أثناء رحلتهم الجوية إلى طهران لإعطاء قائد الثورة روح الله الخميني تقريراً عن أوضاع الحرب وبالذات عمليات تحرير مدينة آبادان، وذلك في حادثة تحطم الطائرة من نوع سي ـ 130 في منطقة كهريزك أطراف العاصمة طهران، حيث قتل كل من فيها، وكانت الطائرة المتجهة من الأهواز إلى طهران تنقل جثث قتلى وجرحى عمليات فك الحصار عن مدينة آبادان من الجيش العراقي (عمليات ثامن الأئمة)، وكان برفقته كلا من نائب رئيس اللجنة المشتركة للقوات المسلحة اللواء ولي الله فلاحي ومستشاره اللواء جواد فكوري، نائب قائد حرس الثورة الإسلامية الفريق يوسف كلاهدوز، الفريق محمد جهان آرا.

## انظر ايضاً
- وزارة الدفاع وإسناد القوات المسلحة (إيران)
- عطاء الله صالحي